# Nematostrigea serpens
Nematostrigea serpens är en plattmaskart. Nematostrigea serpens ingår i släktet Nematostrigea och familjen Strigeidae.

## Underarter
Arten delas in i följande underarter:
- N. s. serpens
- N. s. annulata